# Szontagh nővérek
Szontagh Erzsébet (Csetnek, 1856. szeptember 23. – 1917) és Szontagh Aranka (Csetnek, 1858. július 14. – 1950. július 21.) csipkekészítők. Édesapjuk Szontagh Pál (1821–1911), a gömöri régió kiemelkedő politikusa és üzletembere volt.

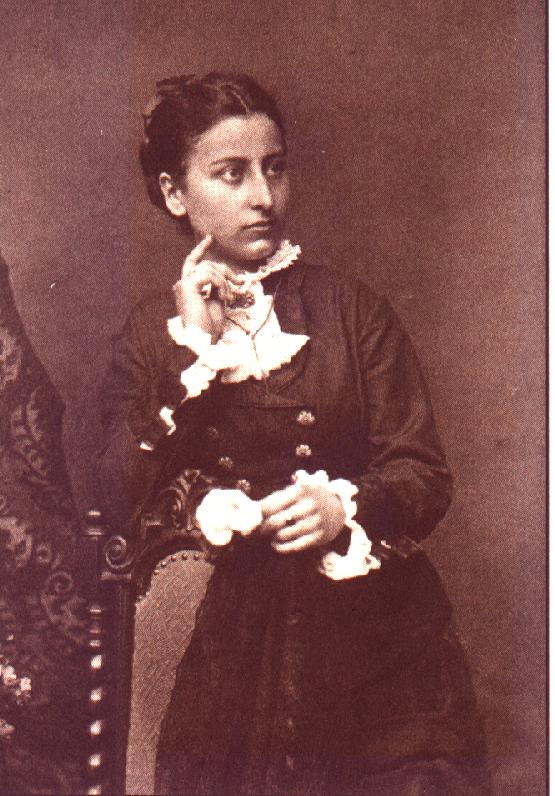
Szontagh Erzsébet

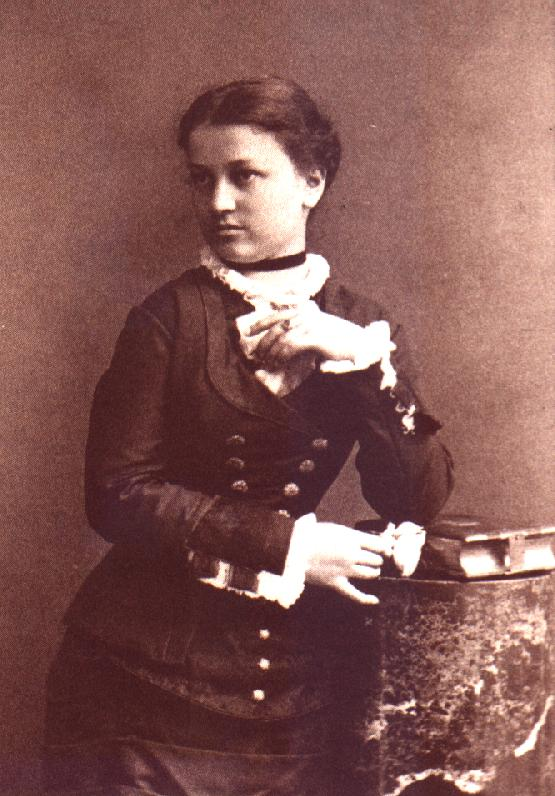
Szontagh Aranka

A nővérek csipkekészítő tanfolyamokat tartottak a helyi asszonyoknak és lányoknak, majd a legügyesebbek alkalmazásával 1905-re létrehozták a Csetneki csipkét. Hamarosan forgalmas üzletet nyitottak Budapest belvárosában, a Párisi utca 9. alatt. Termékeik tervezésének, készítésének és értékesítésének folyamatában végig részt vettek. Az ír csipke készítési módja volt az alap, ezt fejlesztették tovább elsősorban az úri hímzésből származó formákkal. Aranka két év alatt százkilencvenkét csipketervet készített. Ezek legfontosabb motívumai a karika, a cseresznye, a bajuszka, a cakkos kör, a  gránátalma, a cakkos tulipán, a levél és a nagy zárt rózsa voltak.
A vállalkozás az első világháború nehézségeit követően még talpra tudott állni, ám a második világháború után megszűnt.